# Norrbotten (kraina)
Norrbotten – prowincja historyczna (landskap) w Szwecji, położona w północnej części Norrland nad Zatoką Botnicką. Graniczy od południa z Västerbotten, od zachodu z Lappland oraz od wschodu z Finlandią.